# Länsförsäkringar
Länsförsäkringsgruppen är en svensk federation som består av 23 lokala och kundägda länsförsäkringsbolag och det gemensamt ägda Länsförsäkringar AB med dotterbolag. Genom respektive länsförsäkringsbolag får kunderna ett helhetserbjudande inom bank, försäkring, pension och fastighetsförmedling. Länsförsäkringsbolagen ägs av försäkringskunderna. Det finns inga externa aktieägare och att uppfylla kundernas behov och krav är alltid det primära uppdraget. Länsförsäkringsgruppen har 4 miljoner kunder och 9 500 medarbetare.Länsförsäkringsgruppen är inte en koncern. Huvuddelen av sakförsäkringsaffären inom länsförsäkringsgruppen tecknas av länsförsäkringsbolagen. Den sakförsäkringsaffär som bedrivs inom Länsförsäkringar AB-koncernen är framför allt personrisk-, djur- och grödaförsäkring. Även länsförsäkringsgruppens återförsäkringsskydd och mottagen internationell återförsäkring hanteras inom Länsförsäkringar AB-koncernen. Resultatet av länsförsäkringsgruppens sakförsäkringsverksamhet är summan av resultaten i de 23 länsförsäkringsbolagen och sakförsäkringsverksamheten inom Länsförsäkringar AB-koncernen.
Inom Länsförsäkringar AB-koncernen bedrivs även affär inom bank, liv- och pensionsförsäkring. Genom en tydlig roll i länsförsäkringsgruppens värdekedja bidrar Länsförsäkringar AB till att öka konkurrenskraften och att hålla ner kostnader för gemensam utveckling. Förutom Länsförsäkringar AB så omfattar Länsförsäkringar AB-koncernen Länsförsäkringar Bank, Agria, Länsförsäkringar Fondliv, Länsförsäkringar Gruppliv och Länsförsäkringar Liv samt dotterbolag till dessa. Länsförsäkringar Liv konsolideras inte i Länsförsäkringar AB-koncernen, då bolaget bedrivs enligt ömsesidiga principer.
Länsförsäkringar är marknadsledare inom svensk sakförsäkring med en marknadsandel på 30 procent, ett av de största bolagen på den icke kollektivavtalade tjänstepensionsmarknaden samt femte största retailbanken på den svenska marknaden. Utomlands bedrivs verksamhet främst av Agria – länsförsäkringsgruppens specialistbolag för djur- och grödaförsäkring -, via filialer i Danmark, Norge, Finland, Frankrike, Irland, Storbritannien och Tyskland.

## Nyckeltal länsförsäkringsgruppen 2024[1]
- Premieintäkt sakförsäkring, Mkr 35 962
- Försäkringstekniskt resultat, sakförsäkring Mkr 2 741
- Inlåning från allmänheten bank, Mkr 155 381
- Utlåning till allmänheten bank, Mkr 425 038
- Antal kunder 4,0 miljoner
- Marknadsandelar:

| Sakförsäkring (premieinkomst)                            | 30,1 % |
| Icke kollektivavtalad tjänstepension (inbetalda premier) | 13,0 % |
| Bank (hushålls- och bostadsutlåning, privatmarknad)      | 7,7 %  |

## Historik
- 1801 Det första ömsesidiga och lokala länsförsäkringsbolaget bildas.
- 1917 Samarbetet inom länsförsäkringsgruppen inleddes genom Länsförsäkringsbolagens Förening.
- 1936 Det gemensamt ägda Länsförsäkringar AB bildas.
- 1969 Länsförsäkringars logotyp med den blå-röd-vita symbolen etableras och det gemensamma varumärket Länsförsäkringar anammas av flertalet länsförsäkringsbolag.
- 1985 Länsförsäkringar startar livförsäkringsbolag.
- 1996 Länsförsäkringar Bank etableras med in- och utlåningsprodukter. Successivt utökas produktsortimentet med kort, sparfonder och hypotekslån till att idag vara en fullsortimentsbank.
- 1998 Länsförsäkringar fusionerar med Wasa.
- 1999  Fastighetsbolaget Humlegården förvärvas.
- 2001 Försäkringsbolaget Svenska Brand förvärvas.
- 2001 Försäkringsbolaget Allianz svenska bestånd förvärvas.
- 2002 Samarbete med ABN Amro om kapitalförvaltning inleds. Länsförsäkringar utses till Årets Bank av tidningen Privata Affärer.
- 2004 Länsförsäkringsbolagen börjar teckna även trafikförsäkring som direktförsäkring.
- 2007 Länsförsäkringar Liv blir valbar förvaltare både för traditionell försäkring och fondförsäkring i den nya ITP-planen.
- 2011 Länsförsäkringar AB förvärvar Länsförsäkringar Fondliv från Länsförsäkringar Liv som ett steg i en långsiktig satsning på fondförsäkring och tjänstepensioner. Nyteckning av traditionell försäkring stängs. Länsförsäkringar utses till Årets Bank av tidningen Privata Affärer.
- 2021 Dotterbolaget Länsförsäkringar Sak Försäkrings AB fusionerades med Länsförsäkringar AB. Länsförsäkringar Sak blev genom fusionen moderbolag i koncernen och bytte bolagsnamn till Länsförsäkringar AB.
- 2023 Länsförsäkringar påbörjar användning av LF som kommunikativt namn.

## Kundägt
Varje enskilt länsförsäkringsbolag ägs av sina sakförsäkringskunder, vilket innebär att bolagets kapital tillhör kunderna. Med kunden som ägare och enda uppdragsgivare finns inga externa aktieägares intressen som måste tillgodoses utan överskottet kan istället gå tillbaka till kunderna i form av återbäring eller rabatter. 

## Samarbete med högskolor och universitet
Länsförsäkringar finansierar varje år oberoende forskning med inriktning på trygghet för kunder och samhället i stort. Forskningsresultaten görs publika genom etablerade kanaler och används brett i samhället av olika intressenter och i de egna verksamheterna. LF Forskningsstiftelse, som årligen erhåller medel från Länsförsäkringar, undersöker dagens och morgondagens trygghetsutmaningar i samhället genom att finansiera forskning inom två avgörande områden: hållbarhet och digitalisering. Utlysningarna vänder sig till forskare vid svenska universitet, högskolor och oberoende forskningsinstitut. Anslag ges till projekt på en kvalificerad vetenskaplig nivå med hög relevans för Länsförsäkringar. LF Forskningsstiftelse finansierar även vetenskapliga tester och förstudier med fokus på trygghet för kunder och samhället. LF Forskningsstiftelse har ingått flera strategiska partnerskap med olika forskningsmiljöer, däribland Uppsala universitet, Linköpings universitet samt Lunds universitet.